# Jordi Sánchez (actor)
Jordi Sánchez Zaragoza (Barcelona, 13 de mayo de 1964) es un actor, dramaturgo, guionista y director español, popular por sus personajes en series como La que se avecina.

## Biografía profesional

### Trabajos como actor

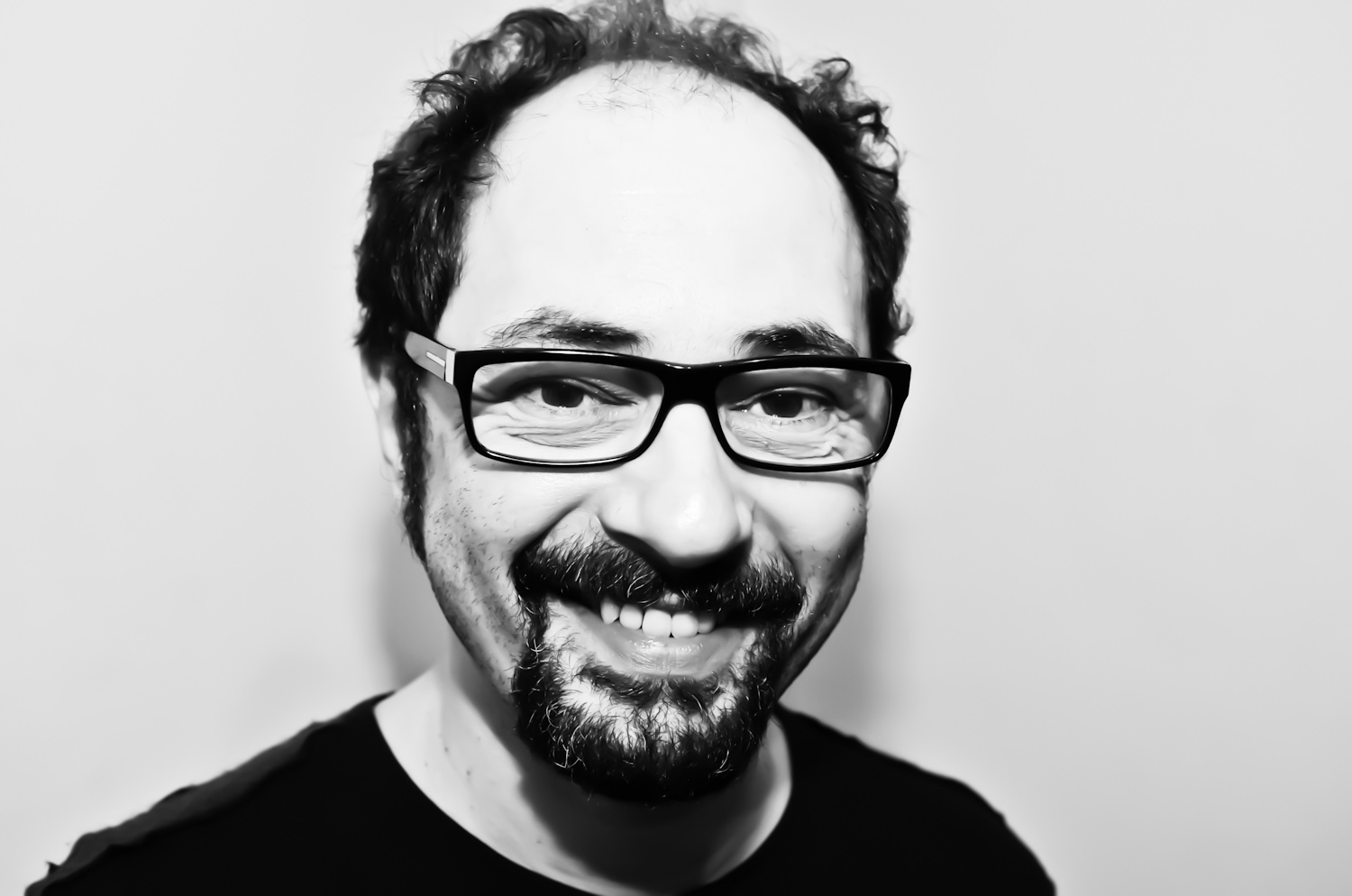
Jordi Sánchez en 2012.

Diplomado en enfermería por la Universidad Autónoma de Barcelona, abandonó su primera profesión para dedicarse a la escritura y la interpretación. 
Como actor ha trabajado con Juana Macías, Álvaro Fernández Armero, Pau Durà, Dani de la Orden, María Ripoll, Joaquín Mazón, Laura Mañá, David Marqués, Cesc Gay, Toni Salgot, Joaquín Oristrell, Pep Antón Gómez, Laura Caballero, Joel Joan, Alberto Caballero, Sergi Belbel, Antonio Chavarrías, Miguel Albaladejo, Josep María Mestres, Ventura Pons y Francesc Bellmunt, entre otros directores.
En 2002 Plats bruts, la serie que creó junto a Joel Joan,  ganó el Premio Ondas a la Mejor serie de televisión. En 2003 recibió el Premio Max de las Artes Escénicas como Mejor autor por Kràmpack y también el Premio de la Crítica de Barcelona.
Desde que estrenara Ahora o nunca de María Ripoll, su actividad cinematográfica está siendo muy prolífica. En 2016 estrenó Cuerpo de élite de Joaquín Mazón y No culpes al karma de lo que te pasa por gilipollas de María Ripoll. En 2017, La higuera de los bastardos de Ana Murugarren y Señor, dame paciencia de Álvaro Díaz Lorenzo. Así como los doblajes de Gargamel en Los Pitufos. La aldea escondida y del Maestro Woo en La Lego Ninjago película. En 2018 rodó Formentera Lady de Pau Durà, El mejor verano de mi vida de Dani de la Orden, Si yo fuera rico de Álvaro Fernández Armero y Bajo el mismo techo de Juana Macías.
En 2019 rueda La cazaː Monteperdido para RTVE En junio de 2020 se anuncia que protagoniza la nueva serie de Antena 3 basada en la película Señor, dame paciencia.
Desde 2007 interpreta a Antonio Recio en la serie de televisión La que se avecina, trabajo que alterna con la producción y la escritura. 
Rueda Alimañas en 2022, donde además de actor ha sido también guionista y director.
En 2025 rueda bajo las órdenes de David Ilundain, el thriller policial, “Mallorca Confidencial” junto a Lolita Flores, Elena Furiase y Asia Ortega.

### Como guionista y productor
Tras licenciarse en el Instituto del Teatro de Barcelona, fundó, junto a Joel Joan, Elisenda Alonso y Mònica Glaenzel, las compañías teatrales Kràmpack y L'avern, de las que formó parte durante diez años, y con las que escribió, interpretó y produjo varias obras de teatro y dos series para la televisión: L'un per l'altre y Plats bruts.
Tres de sus textos teatrales han sido llevados al cine: Excusas, Krámpack y Alimañas.
Algunas de sus obras teatrales han sido estrenadas, además de en Barcelona y Madrid, en Londres, Chile, Perú, Panamá, Ecuador, Uruguay, Montevideo, Caracas, Portugal, Polonia, Grecia, Suecia, Dinamarca, Noruega y Nueva York. 
Ha publicado también los libros de relatos autobiográficos Humanos que me encontré en Ediciones B y Nadie es normal en Editorial Planeta. 
Su última obra, la adaptación de la comedia de Terencio El eunuco, tuvo el récord de asistencia media en los 60 años de la historia del Festival de Teatro Clásico de Mérida. Ganó el premio Ceres del público, el premio Ceres de la juventud, el premio del público del Festival de teatro de San Javier y el Premio MAX al mejor actor protagonista.
En 2019 su obra Krámpack vuelve a representarse con mucho éxito después de 20 años. 
Rueda Alimañas en 2023, guion cinematográfico basado en su obra Mitad y mitad, que también protagoniza y escribe.

## Salud
El 6 de febrero de 2021 su familía anunció por redes sociales que había ingresado en la UCI por una neumonía tras contagiarse de la COVID-19. Estuvo en coma durante 24 días hasta su total recuperación el 9 de marzo de ese mismo año.

## Filmografía

### Trabajos como escritor

#### Para televisión
- Plats bruts.

Creador y productor 
(con Joel Joan) 
Serie de 75 capítulos para TV3. También emitida en Paramount Comedy. (Producción Propia)
- L'un per l'altre, Creador y productor.

Pep Antón Gómez, Sergi Pompermayer y David Plana. Serie de 39 capítulos para TV3, también emitida en Paramount-Comedy. (Producción Propia.)

#### Para teatro
- El eunuco (adaptación de la comedia de Terencio), con Pep Antón Gómez
- Mitad y mitad, con Pep Antón Gómez
- Asesinos todos, con Pep Antón Gómez
- Hoy no cenamos, con Pep Antón Gómez
- Excusas, con Joel Joan
- Soy fea, con Sergi Belbel
- Krámpack
- Fum, fum, fum
- Mareig

### Trabajos como actor

#### Para teatro
- Mareig (1993)
- Yvonne, princesa de Borgoña (1993)
- El mercader de Venecia (1994)
- El avaro (1996)
- Sóc lletja (1997)
- Soy fea (1998)
- Kràmpack (1998)
- Excuses (2000)
- Sexos (2003)
- El trámite (2015) * La magia que se avecina (2023)

#### Para cine
| Año  | Título                                              | Personaje             | Director                          |
| ---- | --------------------------------------------------- | --------------------- | --------------------------------- |
| 1993 | Monturiol, el senyor del mar                        |                       | Francesc Bellmunt                 |
| 1993 | Mi hermano del alma                                 | Claudio               | Mariano Barroso                   |
| 1994 | Transeúntes                                         |                       | Luis Aller                        |
| 1995 | El perqué de tot plegat                             | Piti                  | Ventura Pons                      |
| 1996 | Susanna                                             | Félix                 | Antonio Chavarrías                |
| 1997 | Un caso para dos                                    | Ferrer                | Antonio Chavarrías                |
| 2000 | Orígens                                             | Llorenç               | Raimond Masllorens                |
| 2003 | Excuses!                                            | Jesús                 | Joel Joan                         |
| 2007 | Presumptes implicats                                | Ramón                 | Enric Folch                       |
| 2007 | My Way                                              | Rafa                  | J. A. Salgot                      |
| 2009 | Estació de l'oblit                                  | Taxista               | Cristian Molina                   |
| 2011 | Clara Campoamor. La mujer olvidada                  | Gil Robles            | Laura Mañá                        |
| 2012 | En fuera de juego                                   | Jordi                 | David Marqués                     |
| 2012 | Love Wars                                           | Soldado Imperial      | Vicente Bonet                     |
| 2015 | Ahora o nunca                                       | Fermín                | María Ripoll                      |
| 2016 | Cuerpo de élite                                     | Pep Canivell          | Joaquín Mazón                     |
| 2016 | No culpes al karma de lo que te pasa por gilipollas | Arturo                | María Ripoll                      |
| 2017 | La higuera de los bastardos                         | Benito Muro           | Ana Murugarren                    |
| 2017 | Señor, dame paciencia                               | Gregorio Zaldívar     | Álvaro Díaz Lorenzo               |
| 2018 | Formentera Lady                                     | Toni                  | Pau Durà                          |
| 2018 | El mejor verano de mi vida                          | Rubén                 | Dani de la Orden                  |
| 2019 | Bajo el mismo techo                                 | Adrián                | Juana Macías                      |
| 2019 | Si yo fuera rico                                    | Damián                | Álvaro Fernández Armero           |
| 2020 | Hasta que la boda nos separe                        | Representante         | Dani de la Orden                  |
| 2020 | Superagente Makey                                   | Willy                 | Alfonso Sánchez Fernández         |
| 2020 | Ni de coña                                          | Kianu                 | Fernando Ayllón                   |
| 2021 | García y García                                     | Alfonso               | Ana Murugarren                    |
| 2022 | HollyBlood                                          | Fernando              | Jesús Font                        |
| 2023 | Alimañas                                            | Paco                  | Pep Antonio Gómez y Jordi Sánchez |
| 2023 | Odio el verano                                      | Torres                | David Marqués                     |
| 2025 | Un funeral de locos                                 | Dueño de la funeraria | Manuel Gómez Pereira              |

#### Series de televisión
| Año             | Título                              | Personaje                  | Cadena                  | Notas        |
| --------------- | ----------------------------------- | -------------------------- | ----------------------- | ------------ |
| 1993            | Vostè mateix                        |                            | TV3                     | 1 capítulo   |
| 1995            | Estació d'enllaç                    | Edgar                      | TV3                     | 1 capítulo   |
| 1997            | Cròniques de la veritat oculta      | Pau                        | TV3                     | 1 capítulo   |
| 1998            | Laura                               | Dani Pérez                 | TV3                     | 1 capítulo   |
| 1999            | Homenots                            | Alexandre Plana            | TV3                     | 3 capítulos  |
| 2000            | Andorra. Entre el torb i la Gestapo | Jaume                      | TV3                     | 2 capítulos  |
| 1999 - 2002     | Plats bruts                         | Josep Lopes                | TV3                     | 73 capítulos |
| 2002            | El comisario                        |                            | Telecinco               | 1 capítulo   |
| 2004            | Aquí no hay quien viva              | Salvador "Salva" Villarejo | Antena 3                | 1 capítulo   |
| 2004            | Majoria absoluta                    |                            | TV3                     | 1 capítulo   |
| 2005            | Jet lag                             | Toni                       | TV3                     | 1 capítulo   |
| 2003 - 2005     | L'un per l'altre                    | Toni                       | TV3                     | 39 capítulos |
| 2006            | Divinos                             | Manu                       | Antena 3                | 9 capítulos  |
| 2007            | Hospital Central                    | Rodrigo                    | Telecinco               | 1 capítulo   |
| 2007 - presente | La que se avecina                   | Antonio Recio Matamoros    | Telecinco / Prime Video | ¿? capítulos |
| 2011            | Dues dones divines                  | Sr. Antonio                | TV3                     | 1 capítulo   |
| 2014            | Chiringuito de Pepe                 | Antonio Recio Matamoros    | Telecinco               | 1 capítulo   |
| 2015            | Cites                               | Francesc Pinyó             | TV3                     | 3 capítulos  |
| 2019            | La caza. Monteperdido               | Nicolás Souto              | La 1                    | 7 capítulos  |
| 2022            | Señor, dame paciencia               | Gregorio Zaldívar          | Atresplayer             | 8 capítulos  |
| 2022            | Entrevías                           | Guillermo Salgado          | Telecinco               | 8 capítulos  |
| 2022            | Machos alfa                         | Rodrigo                    | Netflix                 | 2 capítulos  |

#### Programas de televisión
| Año  | Título                       | Personaje   | Cadena    | Notas                                   |
| ---- | ---------------------------- | ----------- | --------- | --------------------------------------- |
| 2012 | ¡Qué campanadas se avecinan! | Presentador | Telecinco | Junto a Vanesa Romero y Pablo Chiapella |

#### Series web
| Año  | Título             | Personaje |
| ---- | ------------------ | --------- |
| 2011 | ¿Quieres algo más? | Ramón     |

### Trabajos como actor de doblaje
| Año  | Título                          | Personaje                       | Director                             |
| ---- | ------------------------------- | ------------------------------- | ------------------------------------ |
| 2017 | Los pitufos: La aldea escondida | Gargamel (voz de Rainn Wilson)  | Kelly Asbury                         |
| 2017 | La LEGO Ninjago película        | Maestro Wu (voz de Jackie Chan) | Charlie Bean, Paul Fisher, Bob Logan |

### Trabajos como director
- "Alimañas" (2023) codirigida, junto a Pep Anton Gómez.

## Libros publicados
- El Eunuco. (Ediciones Antígona)
- Mitad y Mitad.  (Ediciones VdB)
- Humanos que me encontré  (Ediciones B)
- Humans que m'he trobat - (Columna Edicions)
- Mamá (Colección SGAE)
- Excuses (Columna Edicions)
- Fum, fum, fum. (Editorial Empuries)
- Soy fea (Colección SGAE)
- Sóc lletja (Edicions 62)
- Krámpack(Colección SGAE)
- MAREIG (Colec. Instituto del Teatro)
- Nadie es normal (Editorial Planeta, 2021)